# Chris Thompson (giocatore di football americano)
Chris Thompson (Greenville, 20 ottobre 1990) è un giocatore di football americano statunitense che gioca nel ruolo di running back per i Jacksonville Jaguars della National Football League (NFL). Fu scelto nel corso del quinto giro (154º assoluto) del Draft NFL 2013 dai Redskins. Al college ha giocato a football all’Università statale della Florida.

## Carriera professionistica

### Washington Redskins
Thompdson fu scelto nel corso del quinto giro del Draft 2013 dai Washington Redskins. Debuttò come professionista nella settimana 1 contro i Philadelphia Eagles ritornando 61 yard da kickoff. La sua stagione da rookie si concluse con 4 presenze e 196 yard su ritorno. L'anno seguente invece disputò solamente due gare.
Nella settimana 11 della stagione 2017, mentre stava guidando i Redskins in yard ricevute, Thompson si ruppe il perone contro i New Orleans Saints, chiudendo la sua stagione.

### Jacksonville Jaguars
Il 1º maggio 2020, Thompson firmò un contratto di un anno con i Jacksonville Jaguars.